# 一畑電車北松江線
北松江線（きたまつえせん）は、島根県出雲市の電鉄出雲市駅から島根県松江市の松江しんじ湖温泉駅に至る、一畑電車の鉄道路線。

## 概要
県庁所在地の松江市と出雲市を結ぶ鉄道路線のうち宍道湖北岸を通っており、これに対して西日本旅客鉄道（JR西日本）山陰本線は湖の南側を走っている。
宍道湖の北に横たわる島根半島山中には、参拝客が多い一畑（いちばた）薬師がある。企業としての一畑電車は元々、今市（現在の出雲市）から一畑薬師までを鉄道で結ぶこと目的に、軽便鉄道の敷設免許を1911年（明治44年）に受け、翌年に一畑軽便鉄道株式会社を設立したことに始まる。まず1914年（大正3年）4月に出雲今市駅（現・電鉄出雲市駅） - 雲州平田駅間が開業し、翌年2月に一畑薬師最寄りの一畑駅まで延伸された。これにより一畑薬師への参拝は、徒歩などで陸路を辿るか、船で小境灘（現在の一畑口駅付近の地名）まで宍道湖を渡るしかなかった労苦が軽減された。1925年（大正14年）に社名を一畑電気鉄道株式会社へ改称して、1927年（昭和2年）10月には路線を電化。翌年4月には山麓の小境灘駅（現・一畑口駅）から北松江駅（現・松江しんじ湖温泉駅）へとさらに東に延伸開業し、松江からも利用できるようになった。
金属やエネルギーが逼迫していた太平洋戦争末期の1944年（昭和19年）12月、小境灘駅 - 一畑駅間3.3kmは、軌条（レール）を供出するよう運輸通信省から命じられて営業を休止（不要不急線）。レールは名古屋鉄道に運ばれた。この区間は戦後も復活せず、平地にもかかわらずスイッチバック式という一畑口駅の不自然な配線がその跡をよく留めている。現在では平田生活バスが一畑口駅前と一畑薬師を結んでいる。
多くの地方鉄道と同様に経営は厳しく、定期列車のほかに貸切を受け付けるなどして収入増を図っている。2024年（令和6年）9月21日から、松江しんじ湖温泉駅からの約200 mで、一般人が営業路線で列車を走らせる全国初の運転体験を開催した。
電化に前後して導入されたデハ1形やデハニ50形はその後長きに亘って使用され、これに他社線から譲渡された車両が加わって多数の旧型車が見られた。しかし1993年（平成5年）の欠損補助制度が実質的に打ち切られるにあたり、一畑電気鉄道（現在の一畑電車）は近代化補助制度を活用して存続を図ることとなり、その結果として南海や京王の払い下げ車両が大量に入線し、旧型車の本格的な淘汰が始まった。1997年（平成9年）には北松江線の車両近代化が完了し、イベント用として最後まで残っていたデハニ50形52号・53号も2009年（平成21年）に運転を終了した。一畑電車大社線を含めた車両については「一畑電車#車両」参照。

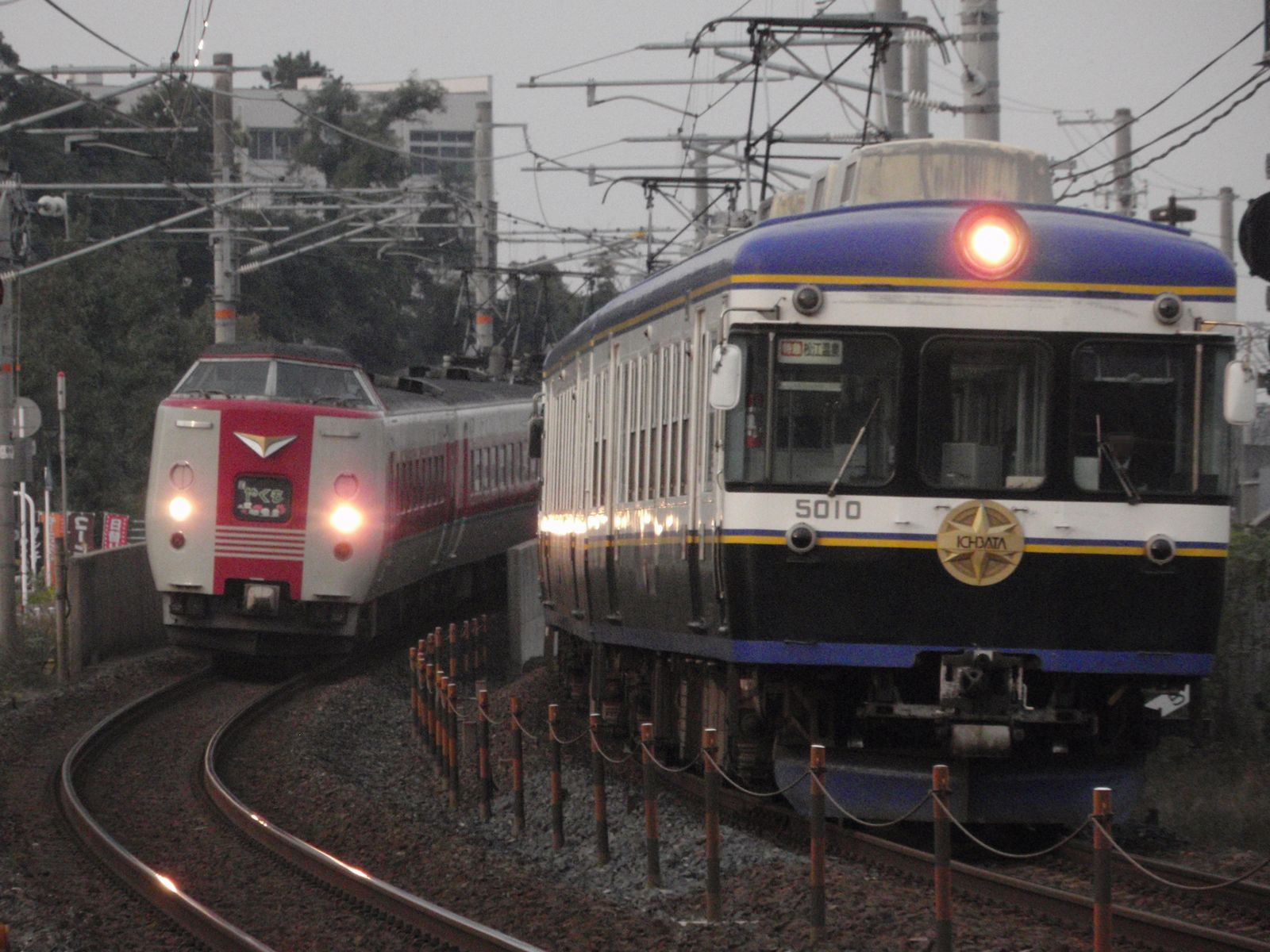
出雲市付近のJR山陰本線との並走区間を走る5000系特急「スーパーライナー」（右）
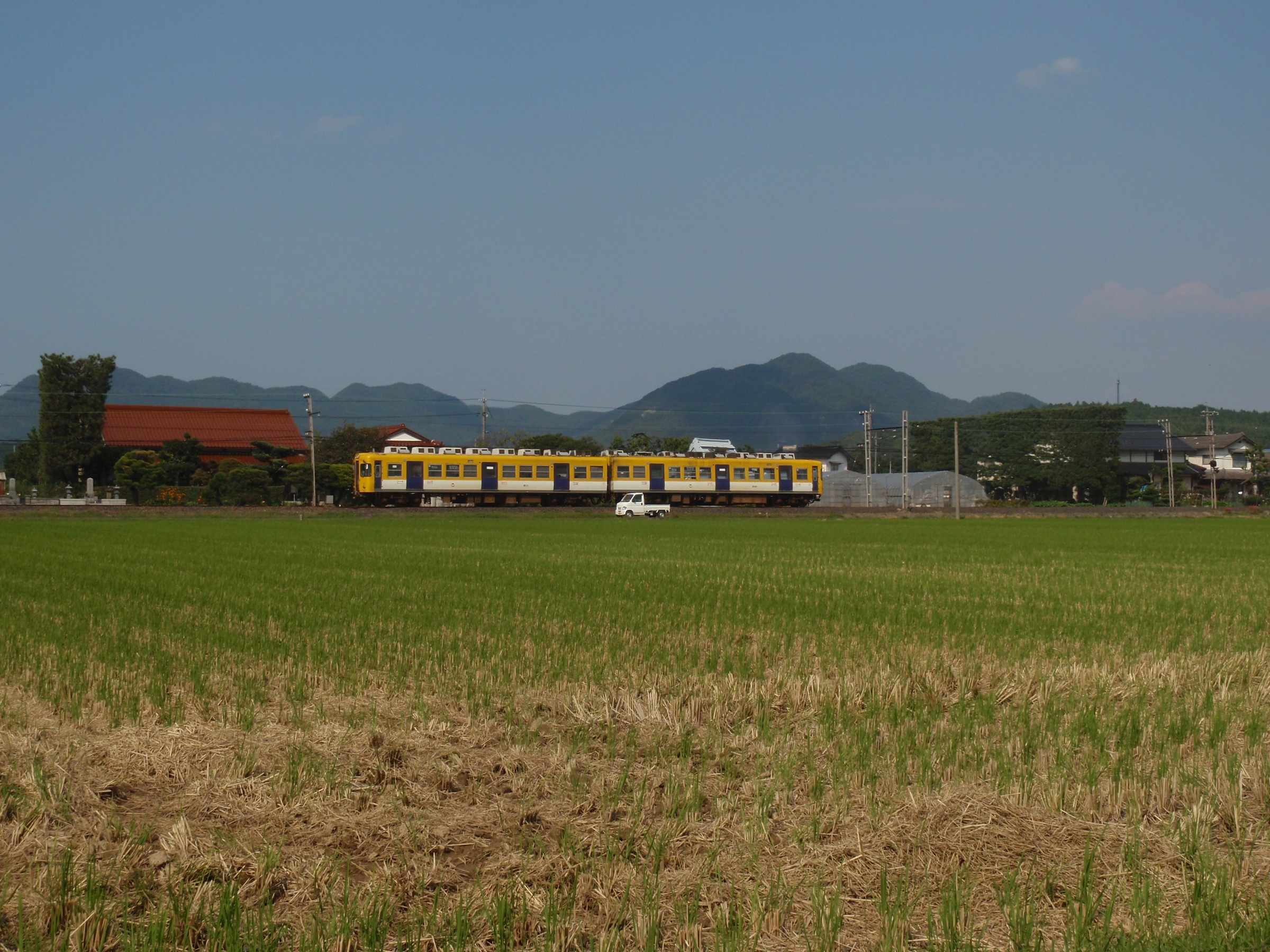
山陰地方特有の築地松がみられる雲州平田駅 - 布崎駅間を走る2100系

### 路線データ
- 路線距離（営業キロ）：33.9 km
- 軌間：1,067 mm
- 駅数：22駅（起終点駅含む）
- 複線区間：なし（全線単線）
- 電化区間：全線（直流1,500 V）
- 閉塞方式：自動閉塞式
- 最高速度：85 km/h[1]
- 最小曲線半径：175 m（松江イングリッシュガーデン前駅 - 松江しんじ湖温泉駅間）
- 最大勾配：25 ‰
- IC乗車カード対応区間：なし

## 運行形態
電鉄出雲市駅 - 松江しんじ湖温泉駅間の全線通し運転列車以外に、雲州平田駅や、大社線と接続する川跡駅を始発・終着駅とする区間運転の列車もある。一部の列車は大社線と直通運転する。
始発駅の出発時刻基準で1時間あたり1本以上が運転されている。2024年（令和6年）4月1日実施のダイヤ改正で、日中にパターンダイヤが導入された。10時台から16時台にかけての出発時刻は、電鉄出雲市駅は毎時25分、松江しんじ湖温泉駅は同45分発である。
平日朝の特急列車「スーパーライナー」のみ3両編成で、車掌が乗務する。その他の列車は全てワンマン運転である。なお特急は乗車券のみで利用でき、特急料金は不要である。

### 現行の列車種別
普通列車（各駅停車）を主体に、特急列車や急行列車も設定されている。

#### 特急「スーパーライナー」
現在の特急は2004年（平成16年）3月15日のダイヤ改正で設定された3代目である。平日朝に電鉄出雲市発松江しんじ湖温泉行きが1本設定されている。
2006年（平成18年）3月13日から2022年（令和4年）9月30日までの間は、一畑電車の定期列車で唯一の4両編成ツーマン列車（車掌乗務列車）となっていた。2004年（平成16年）の新設当初は定期運用に就く全形式の車両が使用されていたが、2006年（平成18年）3月13日ダイヤ改正でいったん5000系の重連に限定された。その後2013年（平成25年）9月21日に2100系2104編成が「ご縁電車しまねっこ号」に改造されたことに伴い、同編成を含む運用に変更された。現在は7000系3両編成が使用されている。
2017年（平成29年）4月1日のダイヤ改正より、布崎駅・津ノ森駅・秋鹿町駅・松江イングリッシュガーデン前駅が停車駅に追加された。2022年（令和4年）10月3日のダイヤ改正で2両編成に変更された。2024年（令和6年）4月1日のダイヤ改正で布崎駅・津ノ森駅・秋鹿町駅・松江イングリッシュガーデン前駅が停車駅から再び外され、3両編成に変更された。

#### 特急
休日に電鉄出雲市駅 - 川跡駅間で1往復が設定されている。
休日の特急は2013年（平成25年）4月1日のダイヤ改正で設定され、2017年（平成29年）3月26日までは、電鉄出雲市駅 - 出雲大社前駅間の列車が2往復半と、電鉄出雲市駅 - 川跡駅間の列車（川跡駅で急行「出雲大社号」に接続）が1往復運行されていた。2017年（平成29年）4月1日のダイヤ改正から2021年（令和3年）9月26日までは、電鉄出雲市駅 - 出雲大社前駅間の列車が1往復のみ運行されていた。2021年（令和3年）10月1日のダイヤ改正で電鉄出雲市駅 - 出雲大社前駅間4往復半に増発されたが、2024年（令和6年）4月1日のダイヤ改正で電鉄出雲市発出雲大社前行き1本に削減された。2025年（令和7年）4月1日のダイヤ改正で、電鉄出雲市駅 - 川跡駅間1往復に削減された。

#### 急行
日中に松江しんじ湖温泉駅 - 出雲大社前駅間に1往復（後述の「出雲大社号」）、平日夕方に松江しんじ湖温泉発電鉄出雲市行きが1本、平日夜間に電鉄出雲市発・出雲大社前発の雲州平田行きがそれぞれ1本ずつ設定されている。
急行の運転は1950年（昭和25年）に出雲市駅（現・電鉄出雲市駅） - 北松江駅（現・松江しんじ湖温泉駅）間で朝の通勤時間帯に1往復運転されたのが始まりで、1964年（昭和39年）の電鉄出雲市駅開設時には電鉄出雲市駅 - 北松江駅間5往復に増発、昼間時間帯の2往復には特急と同じく指定席が設けられた。1965年（昭和40年）以降、急行は電鉄出雲市駅 - 北松江駅間3往復、大社神門駅（現・出雲大社前駅） - 北松江駅間2往復に改変され、さらに電鉄出雲市駅 - 北松江駅間で1本が増発されたが、1971年（昭和46年）に急行1往復が普通列車格下げ、1973年（昭和48年）の特急廃止で急行の座席指定制も廃止され、1982年（昭和57年）には電鉄出雲市駅 - 松江温泉駅（現・松江しんじ湖温泉駅）間で急行1.5往復と一部の区間各駅停車となる区間急行1.5往復に縮小、1984年（昭和59年）以降は電鉄出雲市駅 - 松江温泉駅間の急行1往復となっていた。
2004年（平成16年）3月15日のダイヤ改正から2006年（平成18年）3月12日までは松江しんじ湖温泉発電鉄出雲市行きが2本設定されていた。2012年（平成24年）7月1日のダイヤ改正から2017年（平成29年）3月31日まで、平日の朝に松江しんじ湖温泉発津ノ森行きが1本設定されており、この列車は2013年（平成25年）3月31日までは朝日ヶ丘駅・秋鹿町駅は通過していた。
2022年（令和4年）10月3日のダイヤ改正から、平日のみ普通列車からの変更で日中に急行が3往復増発され松江しんじ湖温泉行きの運転が復活し、夜間の回送列車の営業列車化で松江しんじ湖温泉発・電鉄出雲市発・出雲大社前発の雲州平田行き、出雲大社前発電鉄出雲市行きがそれぞれ1本ずつ設定された。また、出雲科学館パークタウン前駅が通過駅となり、日中の新設急行3往復は松江フォーゲルパーク駅が停車駅となった。一畑電車公式サイト上に掲載されている路線図では、平日夕方以降に運行される松江フォーゲルパーク駅通過の急行（雲州平田駅発着列車を含む）は「急行（通勤）」として区別されていた。2024年（令和6年）4月1日のダイヤ改正で、平日日中の運転が取りやめられ、夕方・夜間の松江しんじ湖温泉発電鉄出雲市行き、電鉄出雲市・出雲大社前発雲州平田行きのみとなり、大幅に削減された。

#### 急行「出雲大社号」
2025年（令和7年）4月1日のダイヤ改正より、日中に松江しんじ湖温泉駅 - 出雲大社前駅間の急行が1往復新設された。この急行は朝日ヶ丘駅を通過し、松江フォーゲルパーク駅に停車する。同年7月1日からは「出雲大社号」の愛称が付き、ヘッドマークを掲出して運行している。
2021年（令和3年）までにも、休日に出雲大社前発松江しんじ湖温泉行き「出雲大社号」が1本設定されていた。使用車両は特急「スーパーライナー」と同様、5000系の限定運用であったが「ご縁電車しまねっこ号」の登場に伴い同編成に切り替えられた。列車自体は1998年（平成10年）10月の5000系登場当初から存在していたが当初は各駅停車であり、2004年（平成16年）3月15日ダイヤ改正より急行として運転されていた。以前は電鉄出雲市方面への列車接続はなかったが、2017年（平成29年）3月26日までは松江しんじ湖温泉駅発出雲大社駅前行きも運行されており、川跡駅で電鉄出雲市発川跡行きの特急の接続を受けていた。2021年（令和3年）10月1日のダイヤ改正で廃止された。

#### 普通
案内放送では「各駅停車」と呼称されている。電鉄出雲市駅 - 松江しんじ湖温泉駅間の運転が基本だが、休日の日中は電鉄出雲市駅 - 出雲大社前駅間と川跡駅 - 松江しんじ湖温泉駅間の列車が運転されている。また、出庫運用も兼ねて早朝・深夜には雲州平田駅発着の列車が運転されるほか、平日日中には大社線直通の出雲大社前発松江しんじ湖温泉行きが2本運転される。電鉄出雲市駅・川跡駅 - 雲州平田駅・松江しんじ湖温泉駅方面間系統の全列車が大社線の列車に接続する。
2013年（平成25年）3月31日までは平日・休日とも電鉄出雲市駅 - 松江しんじ湖温泉駅間の運転が中心であった。2024年（令和6年）4月1日のダイヤ改正で、休日の日中は出雲大社前駅 - 松江しんじ湖温泉駅間の直通運転をやめ、電鉄出雲市駅 - 出雲大社前駅間と川跡駅 - 松江しんじ湖温泉駅間の運転となった。

### 過去の列車種別

#### 特急（初代・2代目）
初代特急は電鉄出雲市駅の開設と同時に設定され、1964年（昭和39年）から1973年（昭和48年）まで運転されていた。使用車両は60系・70系で電鉄出雲市駅 - 北松江駅間に1日3往復が設定され、停車駅は電鉄出雲市駅・川跡駅・平田市駅（現・雲州平田駅）・一畑口駅・北松江駅で、一部は座席指定となっていた。
2代目は1995年（平成7年）10月1日から1996年（平成8年）9月30日までの間、平日の朝に電鉄出雲市駅 - 松江温泉駅間に1本のみ運転され、指定席の設定はなかった。

#### 通勤特急
1968年（昭和43年）に大社町からの要望を受け、大社神門駅（現・出雲大社前駅）- 北松江駅間を直通する列車として朝に1本のみが運転された。使用車両はデハ20形ほか60系・70系以外の在来車、停車駅は大社神門駅 - 川跡駅間の各駅と平田市駅・一畑口駅・松江温泉駅で、指定席の設定はなかった。初代の特急と同じく1973年（昭和48年）に廃止された。

#### 臨時特急
過去の正月ダイヤで運転されていた北松江駅 - 大社神門駅間の特急で、初代の特急が運転されていた時期は停車駅が北松江駅・一畑口駅・平田市駅・大社神門駅と通常の特急より少なく、前売りの初詣往復乗車券が列車の着席券を兼ねることから「超特急」とも呼ばれた。特急の定期運転廃止後次第に設定が縮小され、1990年代前半には松江温泉駅発の1本のみで着席券もなく、停車駅も松江温泉駅・古江駅（現・松江イングリッシュガーデン前駅）・一畑口駅・布崎駅・平田市駅・川跡駅・出雲大社前駅となっていた。

#### 準急
1959年（昭和34年）頃に撮影された写真に、「準急」のヘッドマークを掲げた電車が確認されている。1961年（昭和36年）頃の時刻表では片道1日2本の準急が運転されていたが、1964年（昭和39年）の時刻表では姿を消した。

## 歴史
北松江線は、大阪の電気技師才賀藤吉が出雲今市駅（現・出雲市駅）と一畑薬師とを結ぶ軽便鉄道路線を計画したのが始まりで、当初は出雲今市駅と出雲大社とを結ぶ路線を計画していたものが、国有鉄道も同区間に路線（後の大社線）を敷設することを計画していたために目的地を変更した。1912年（明治45年）4月には才賀商会と一畑薬師が中心となって一畑軽便鉄道が設立された。ただし、才賀商会は程なくして倒産してしまっている。当初は762mm軌間の路線を予定していたが、院線（国有鉄道）との連絡を考慮し、1,067mm軌間での建設に改められた。また用地買収を進める段階で平田町市街地の南北いずれを通すかで意見が分かれ、結局、前者が採用された。こうして雲州平田駅までの部分開業を経て、1915年（大正3年）に一畑駅までが非電化で開業し、小境灘駅（現・一畑口駅）で、宍道湖を航行して松江と結ぶ汽船との連絡を図った。
1923年（大正12年）には、小境灘駅から松江方面に分岐する路線と、川跡駅から大社方面に分岐する路線の新設が決議される。当初はこの延伸区間も非電化とする予定であったが、新規開業路線は電化された鉄道が主流となりつつあった当時の時勢を考慮して、全線の電化を決定。社名も一畑電気鉄道と改められた（現在の一畑電気鉄道は、一畑グループを総括する持株会社の社名となっている）。松江方面の開業に先駆けて1927年（昭和2年）10月に既存路線が電化され、松江方面も難工事の末、翌年4月に開業。現在の北松江線の原型が形作られた。
1944年（昭和19年）には、前述の通り小境灘駅 - 一畑駅間が不要不急線として休止され、1960年（昭和35年）に廃止された。
1966年（昭和41年）にはCTCが導入された。しかし、この前後から乗客は減少傾向を見せ始め、この年以降、毎年赤字を繰り返すようになった。1972年（昭和47年）には全線廃止の意向を明らかにしたが、地元の反対で今日まで営業努力が継続されている。

### 年表
- 1911年（明治44年）8月21日：一畑軽便鉄道に対し鉄道免許状下付（今市 - 小境間 軌間762mm）[34]。
- 1913年（大正2年）4月：起工。
- 1914年（大正3年）4月29日：出雲今市駅（現・電鉄出雲市駅）- 雲州平田駅間が開業[35]。
- 1915年（大正4年）2月4日：雲州平田駅 - 一畑駅間が開業[36]。
- 1924年（大正13年）9月3日：鉄道免許状下付（簸川郡東村〈一畑薬師の所在地〉-松江市間）[37]。
- 1927年（昭和2年）10月1日：直流1,500 V電化。
- 1928年（昭和3年）
  - 4月5日：小境灘駅（現・一畑口駅） - 北松江駅（現・松江しんじ湖温泉駅）間が開業[38]。
  - 9月15日：今市上町駅（現・出雲科学館パークタウン前駅）開業。
- 1930年（昭和5年）
  - 1月17日：武志駅を廃止[39]。
  - 2月2日：大津町駅 - 旅伏駅間の鳶ヶ巣駅を廃止[39]。川跡駅開業。
- 1931年（昭和6年）
  - 2月1日：大寺駅が開業。
  - 11月16日：武志駅を再開業[39]。
- 1941年（昭和16年）以降：今市上町駅を大和紡前駅に改称。
- 1944年（昭和19年）12月10日：小境灘駅 - 一畑駅間を営業休止。
- 1946年（昭和21年）以降：許曽志駅を古曽志駅に改称[39]。
- 1952年（昭和27年）
  - 1月15日：美談駅が開業。
  - 10月1日：小境灘駅を一畑口駅に改称。
- 1957年（昭和32年）4月1日：出雲今市駅を出雲市駅に改称。同年、最高運転速度85 km/hの認可を受ける。当時の地方私鉄としては非常な高速運転であった。
- 1960年（昭和35年）4月26日：休止中の一畑口駅 - 一畑駅間を廃止。
- 1964年（昭和39年）4月1日：出雲市ターミナルビルが完成、出雲市駅は国鉄線から分離して電鉄出雲市駅と改称。古曽志駅と浜佐陀駅を廃止。古江駅（現・松江イングリッシュガーデン前駅）が開業[40]。同時に列車本数を増発、特急の運転開始。
- 1966年（昭和41年）10月1日：CTC使用開始。
- 1970年（昭和45年）10月1日：北松江駅を松江温泉駅、雲州平田駅を平田市駅に改称。
- 1973年（昭和48年）
  - 3月16日：貨物輸送を廃止。
  - 5月15日：特急の運転を廃止。
- 1988年（昭和63年）4月1日：朝日ヶ丘駅が開業[41]。
- 1989年（平成元年）：この年の『民鉄要覧』より、路線名が松江線から北松江線に改められる[42][43]。
- 1995年（平成7年）10月1日：湖遊館新駅駅が開業[44]。ワンマン運転開始。特急を再度設定[44]。
- 1996年（平成8年）10月1日：特急運転取りやめ。
- 1997年（平成9年）2月20日：この日のダイヤ改正をもって北松江線の近代化が完了[9]。
- 2001年（平成13年）
  - 4月2日：古江駅をルイス・C.ティファニー庭園美術館前駅に改称。
  - 7月23日：松江フォーゲルパーク駅が開業。
- 2002年（平成14年）
  - 4月1日：松江温泉駅を松江しんじ湖温泉駅に改称。
  - 7月20日：大和紡前駅を出雲科学館パークタウン前駅に改称。
- 2004年（平成16年）3月15日：特急「スーパーライナー」運転開始[13]。この時点では2両編成での運転。
- 2005年（平成17年）3月22日：平田市駅を雲州平田駅に改称。
- 2006年（平成18年）
  - 3月13日：特急「スーパーライナー」が4両編成での運転となる[45]。
  - 4月1日：一畑電気鉄道の持株会社移行に伴い、新設の一畑電車株式会社が鉄道事業を承継。
  - 7月17日：梅雨末期の豪雨により発生した土砂崩れにより長江駅付近で2両編成の列車が脱線[46]。
- 2007年（平成19年）5月21日：ルイス・C.ティファニー庭園美術館前駅を松江イングリッシュガーデン前駅に改称。
- 2009年（平成21年）
  - 8月27日：朝日ヶ丘駅 - 松江イングリッシュガーデン前駅間で電車脱線。乗客1名軽傷[47]。
  - 11月30日：一畑口駅 - 伊野灘駅間で工事列車の電車と貨車とを繋ぐ連結器が外れて貨車が置き去りとなり、長時間不通となる事故が発生。その後、この工事列車を運行する際に、国土交通省令で定められた線路閉鎖を行っておらず、しかも30年以上に亘り同様な状態が続いていたことも判明[48][49]。
- 2010年（平成22年）12月12日：並行する国道431号の拡幅工事に伴う線路移設工事の完了に伴い、松江イングリッシュガーデン前駅 - 松江しんじ湖温泉駅間で線路切り替え[50]。
- 2012年（平成24年）7月1日：松江しんじ湖温泉発津ノ森行きの急行を新設。この時点では以前から運行されていた電鉄出雲市駅行きとは停車駅が異なっていた[18]。
- 2013年（平成25年）4月1日：6年半ぶりの大規模ダイヤ改正。休日ダイヤにおける特急の新設、普通列車の運転系統変更等を実施[25]。
- 2017年（平成29年）4月1日：7000系増備に伴うダイヤ改正。全体の本数が平日2本、休日3本増加、特急「スーパーライナー」の停車駅追加、特急・急行「出雲大社号」と急行の本数削減[14][15]。
- 2021年（令和3年）10月1日：4年半ぶりのダイヤ改正。普通および休日ダイヤにおける特急の増発、急行「出雲大社号」の運転取り止め、最終列車の繰り上げ等を実施[19]。
- 2022年（令和4年）10月3日：ダイヤ改正で平日の日中に急行を3往復増発、夜間の回送列車を急行化、特急「スーパーライナー」を2両編成に変更[16]。
- 2024年（令和6年）
  - 4月1日：ダイヤ改正で日中にパターンダイヤを導入。休日ダイヤでの運転パターン変更、特急「スーパーライナー」を3両編成に増結し、停車駅を削減[11]。
  - 9月21日：営業線上での体験運転イベントを初開催[7][8]。
- 2025年（令和6年）4月1日：ダイヤ改正で日中に松江しんじ湖温泉駅 - 出雲大社前駅間の急行を1往復新設[27]。7月1日からは「出雲大社号」として運転[28]。

## 駅一覧
全駅島根県に所在。
凡例
●：停車、▼：下り列車のみ停車、△：電鉄出雲市行き列車のみ停車（出雲大社号は通過）、◎：出雲大社前発着列車（出雲大社号）のみ停車、｜↑↓：通過（↑↓は矢印の方向のみ運転）
普通列車は各駅に停車するため省略。
線路（全線単線） … ◇：列車交換可能、◆：スイッチバック駅、｜：列車交換不可
| 駅番号 | 駅名                           | 駅間 キロ | 営業 キロ | 急行 | 特急 | 特急スーパーライナー | 接続路線                              | 線路 | 所在地 |
| ------ | ------------------------------ | --------- | --------- | ---- | ---- | -------------------- | ------------------------------------- | ---- | ------ |
| 1      | 電鉄出雲市駅                   | -         | 0.0       | ●    | ●    | ▼                    | 西日本旅客鉄道： 山陰本線（出雲市駅） | ◇    | 出雲市 |
| 2      | 出雲科学館パークタウン前駅     | 0.8       | 0.8       | ｜   | │    | ↓                    |                                       | ｜   | 出雲市 |
| 3      | 大津町駅                       | 1.2       | 2.0       | ●    | ●    | ▼                    |                                       | ◇    | 出雲市 |
| 4      | 武志駅                         | 2.1       | 4.1       | ｜   | │    | ↓                    |                                       | ｜   | 出雲市 |
| 5      | 川跡駅                         | 0.8       | 4.9       | ●    | ●    | ▼                    | 一畑電車：大社線                      | ◇    | 出雲市 |
| 6      | 大寺駅                         | 1.5       | 6.4       | ｜   |      | ↓                    |                                       | ｜   | 出雲市 |
| 7      | 美談駅                         | 1.3       | 7.7       | ｜   |      | ↓                    |                                       | ｜   | 出雲市 |
| 8      | 旅伏駅                         | 1.3       | 9.0       | ｜   |      | ↓                    |                                       | ｜   | 出雲市 |
| 9      | 雲州平田駅                     | 1.9       | 10.9      | ●    |      | ▼                    |                                       | ◇    | 出雲市 |
| 10     | 布崎駅                         | 3.6       | 14.5      | ●    |      | ↓                    |                                       | ｜   | 出雲市 |
| 11     | 湖遊館新駅駅                   | 0.7       | 15.2      | │    |      | ↓                    |                                       | ｜   | 出雲市 |
| 12     | 園駅                           | 0.7       | 15.9      | │    |      | ↓                    |                                       | ｜   | 出雲市 |
| 13     | 一畑口駅                       | 1.6       | 17.5      | ●    |      | ▼                    |                                       | ◆    | 出雲市 |
| 14     | 伊野灘駅                       | 1.9       | 19.4      | │    |      | ↓                    |                                       | ｜   | 出雲市 |
| 15     | 津ノ森駅                       | 1.8       | 21.2      | ●    |      | ↓                    |                                       | ◇    | 松江市 |
| 16     | 高ノ宮駅                       | 1.3       | 22.5      | │    |      | ↓                    |                                       | ｜   | 松江市 |
| 17     | 松江フォーゲルパーク駅         | 1.3       | 23.8      | ◎    |      | ↓                    |                                       | ｜   | 松江市 |
| 18     | 秋鹿町駅                       | 1.2       | 25.0      | ●    |      | ↓                    |                                       | ◇    | 松江市 |
| 19     | 長江駅                         | 1.7       | 26.7      | │    |      | ↓                    |                                       | ｜   | 松江市 |
| 20     | 朝日ヶ丘駅                     | 1.3       | 28.0      | △    |      | ↓                    |                                       | ｜   | 松江市 |
| 21     | 松江イングリッシュガーデン前駅 | 1.6       | 29.6      | ●    |      | ↓                    |                                       | ◇    | 松江市 |
| 22     | 松江しんじ湖温泉駅             | 4.3       | 33.9      | ●    |      | ▼                    |                                       | ◇    | 松江市 |

### 過去の接続路線
- 電鉄出雲市駅（出雲市駅）：
  - 西日本旅客鉄道大社線 - 1990年（平成2年）4月1日廃止。
  - 一畑電気鉄道立久恵線 - 1965年（昭和40年）2月18日廃止。

### 廃止区間
一畑口駅 - 一畑駅
- 線路跡は島根県道23号斐川一畑大社線（一畑自動車道）になっている。